# Franz Lucas
Franz Bernard Lucas (ur. 15 września 1911 w Osnabrück, zm. 7 grudnia 1994 w Elmshorn) – lekarz SS pełniący służbę w hitlerowskich obozach koncentracyjnych i SS-Obersturmführer.
W latach 1933–1934 należał do SA. Do NSDAP wstąpił w maju 1937, a do SS w listopadzie tego roku (nr identyfikacyjny: 350030). W 1942 Lucas przydzielony został do Akademii Medycznej Waffen-SS w Grazu. W 1943 został lekarzem w Urzędzie D III (zajmującym się nadzorem nad obozami koncentracyjnymi) w ramach WVHA. Pełnił służbę kolejno w obozach: Auschwitz-Birkenau (od grudnia 1943), Mauthausen-Gusen, Stutthof, Ravensbrück (skąd odwołano go z powodu odmowy uczestnictwa w selekcjach) i Sachsenhausen.
Po wojnie zasiadł na ławie oskarżonych w drugim procesie oświęcimskim przed zachodnioniemieckim sądem we Frankfurcie nad Menem (1963–1965). Prokurator domagał się dla Lucasa dożywotniego pozbawienia wolności, lecz ostatecznie skazany on został jedynie na 3 lata i 3 miesiące więzienia za udział w selekcjach w Brzezince. 26 marca 1968 został zwolniony z więzienia. Kolejny jego proces w związku z selekcjami w Birkenau rozpoczął się w lutym 1969. 8 października 1970 został uniewinniony.